# Ржевский, Матвей Петрович
Матвей Петрович Ржевский (?—1803) — генерал-майор, сенатор.
Сын асессора Петра Яковлевича Ржевского, родился в 1730—1740-х гг., в службе находился с 1752 г., будучи зачислен в лейб-гвардии Семёновский полк.
В 1764 г. он в этом полку произведён был в прапорщики, в 1766 г. — в подпоручики, в 1767 г. — в поручики и назначен полковым адъютантом, в 1771 г.— в капитан-поручики, причём в этом году был командирован для усмирения крестьян на Олонецких Петровских заводах.
17 декабря 1773 г. Ржевский был произведён полковники и переведён в армию с назначением командиром Архангелогородского пехотного полка, с которым принимал участие в завершающих сражениях первой турецкой войны. По окончании кампании он с полком стоял в Польше, в селе Красном.
24 ноября 1780 г. Ржевский был произведён в генерал-майоры, а 21 мая 1788 г. назначен сенатором в 6-й департамент Сената, с переименованием в тайные советники. 28 октября 1798 г. произведённый в действительные тайные советники, он 1 декабря 1799 г. был командирован, с тайным советником Левашовым, для ревизии в Пермской, Тобольской и Иркутской губерний.
4 сентября 1800 г. Ржевский был уволен от службы. Он имел ордена св. Анны 1-й степени и св. Иоанна Иерусалимского.
М. П. Ржевский умер 4 октября 1803 г.